# Tencent QQ
Tencent QQ (tiếng Trung: 腾讯QQ), còn được gọi là QQ, là một dịch vụ phần mềm nhắn tin tức thời và cổng thông tin web được phát triển bởi công ty công nghệ Trung Quốc Tencent. QQ cung cấp các dịch vụ cung cấp các trò chơi xã hội trực tuyến, âm nhạc, mua sắm, tiểu blog, phim ảnh và phần mềm trò chuyện nhóm và giọng nói. Logo của phần mềm là một chú chim cánh cụt nháy mắt đeo khăn quàng đỏ. Đây là trang web được truy cập nhiều thứ 7 trên thế giới, theo Alexa.
Tính đến tháng 4 năm 2014, hơn 200 triệu người dùng QQ trực tuyến đồng thời đã được ghi lại. Vào cuối tháng 6 năm 2016, có 899 triệu tài khoản QQ đang hoạt động.

## Lịch sử
Tencent QQ được phát hành lần đầu tiên tại Trung Quốc vào tháng 2 năm 1999 dưới tên OICQ ("Open ICQ", một tham chiếu đến dịch vụ ban đầu về IM ICQ).
Sau mối đe dọa về vụ kiện vi phạm thương hiệu của ICQ do AOL sở hữu, tên sản phẩm đã được đổi thành QQ  (với "Q" và "QQ" được dùng để ám chỉ "dễ thương"). Phần mềm được thừa hưởng các chức năng hiện có từ ICQ và các tính năng bổ sung như giao diện phần mềm, hình ảnh của mọi người và biểu tượng cảm xúc. QQ lần đầu tiên được phát hành dưới dạng dịch vụ liên lạc thời gian thực "phân trang mạng". Các tính năng khác sau đó đã được thêm vào, chẳng hạn như phòng chat, trò chơi, hình đại diện cá nhân (tương tự như "Meego" trong MSN), lưu trữ trực tuyến và dịch vụ hẹn hò trên Internet.
Ứng dụng máy khách chính thức chạy trên Microsoft Windows và phiên bản beta công khai đã được tung ra cho Mac OS X phiên bản 10.4.9 trở lên. Trước đây, hai phiên bản web, WebQQ (phiên bản đầy đủ) và WebQQ Mini (phiên bản Lite), sử dụng Ajax, đã có sẵn. Tuy nhiên, việc phát triển, hỗ trợ và tính khả dụng của WebQQ Mini đã bị ngừng lại. Vào ngày 31 tháng 7 năm 2008, Tencent đã phát hành một ứng dụng khách chính thức cho Linux, nhưng ứng dụng này chưa được tương thích với phiên bản Windows và nó không có khả năng trò chuyện bằng giọng nói.
Để đối phó với sự cạnh tranh với các phần mềm trò chuyện tức thời khác, như Windows Live Messenger, Tencent đã phát hành Tencent Messenger, nhằm vào các doanh nghiệp.
Tencent QQ giữ kỷ lục Guinness về số lượng người dùng trực tuyến đồng thời cao nhất trong một chương trình nhắn tin tức thời với 210.212.085 người dùng trực tuyến vào ngày 3 tháng 7 năm 2014.

### Thành viên
Năm 2002, Tencent đã ngừng đăng ký thành viên miễn phí, yêu cầu tất cả thành viên mới phải trả phí. Tuy nhiên, vào năm 2003, quyết định này đã bị đảo ngược do áp lực từ các dịch vụ nhắn tin tức thời khác như Windows Live Messenger và Sina UC. Tencent hiện cung cấp chương trình thành viên cao cấp, nơi các thành viên cao cấp được hưởng các tính năng như QQ mobile, tải nhạc chuông và gửi / nhận SMS. Ngoài ra, Tencent cung cấp quyền thành viên cấp "Kim cương". Hiện tại, có bảy chương trình kim cương có sẵn:
- Màu đỏ cho dịch vụ QQ Show có một số khả năng hời hợt như có tên tài khoản được tô màu.
- Màu vàng để có thêm dung lượng và trang trí trong dịch vụ blog của Qzone.
- Màu xanh để có được khả năng đặc biệt trong các trò chơi của trò chơi QQ.
- Màu tím để có được các khả năng đặc biệt trong các trò chơi bao gồm QQ Speed, QQ Nana và QQ Tang
- Màu hồng vì có sự gia tăng khác nhau trong trò chơi nuôi thú cưng có tên QQ Pet.
- Màu xanh lá cây để sử dụng nhạc QQ, một dịch vụ cho người dùng truyền phát nhạc trực tuyến.
- VIP để có các tính năng bổ sung trong ứng dụng trò chuyện, chẳng hạn như xóa quảng cáo
- Màu đen để đạt được lợi ích liên quan đến DNF (Dungeon Fighter Online), một trò chơi video PC beat 'em up nhiều người chơi.

## QQ Coin
QQ Coin là một loại tiền ảo được người dùng QQ sử dụng để "mua" các mặt hàng liên quan đến QQ cho hình đại diện và blog của họ. Q Coin có được bằng cách mua (một xu giá một nhân dân tệ) hoặc bằng cách sử dụng dịch vụ điện thoại di động. Do sự phổ biến của QQ trong giới trẻ ở Trung Quốc, QQ Coin đang dần được các nhà cung cấp trực tuyến chấp nhận để đổi lấy hàng hóa "thực sự" như những món quà nhỏ. Điều này đã làm dấy lên mối lo ngại về việc thay thế (và do đó "gây lạm phát") tiền thật trong các giao dịch này. Ngân hàng Nhân dân Trung Quốc, ngân hàng trung ương của Trung Quốc, cho biết họ đang điều tra khả năng phá vỡ Q Coin do mọi người sử dụng Q Coin để đổi lấy hàng hóa trong thế giới thực. Tencent tuyên bố QQ Coin chỉ là một loại hàng hóa thông thường, và do đó, không phải là một loại tiền tệ.